# Magyarország az 1997-es atlétikai világbajnokságon
Magyarország a görögországi Athénban megrendezett 1997-es atlétikai világbajnokság egyik részt vevő nemzete volt. Az ország a világbajnokságon 27 sportolóval képviseltette magát. Érmet nem sikerült nyerni.

## Eredmények

### Férfi
| Versenyző                                              | Versenyszám     | Selejtező | Selejtező | Selejtező | Előfutam      | Előfutam      | Előfutam      | Elődöntő | Elődöntő | Elődöntő | Döntő   | Döntő    |
| Versenyző                                              | Versenyszám     | Idő       | Hely.     | Össz.     | Idő           | Hely.         | Össz.         | Idő      | Hely.    | Össz.    | Idő     | Helyezés |
| ------------------------------------------------------ | --------------- | --------- | --------- | --------- | ------------- | ------------- | ------------- | -------- | -------- | -------- | ------- | -------- |
| Tölgyesi Balázs                                        | 1500 m          |           |           |           | 3:44,16       | 10.           | 39.           | kiesett  | kiesett  | kiesett  | kiesett | kiesett  |
| Káldy Zoltán                                           | 10 000 m        |           |           |           | Nem ért célba | Nem ért célba | Nem ért célba |          |          |          | kiesett | kiesett  |
| Csillag Levente                                        | 110 m gát       | 13,96     | 7.        | 37.       | kiesett       | kiesett       | kiesett       | kiesett  | kiesett  | kiesett  | kiesett | kiesett  |
| Kovács Dusán                                           | 400 m gát       |           |           |           | 48,99         | 2.            | 8.            | 48,45    | 4.       | 9.       | kiesett | kiesett  |
| Kovács Viktor Gyulai Miklós Alexa Szabolcs Dobos Gábor | 4 × 100 m       |           |           |           | 39,38         | 5.            | 19.           | kiesett  | kiesett  | kiesett  | kiesett | kiesett  |
| Urbanik Sándor                                         | 20 km gyaloglás |           |           |           |               |               |               |          |          |          | 1:26:50 | 26.      |
| Dudás Gyula                                            | 20 km gyaloglás |           |           |           |               |               |               |          |          |          | 1:27:17 | 27.      |
| Czukor Zoltán                                          | 50 km gyaloglás |           |           |           |               |               |               |          |          |          | 4:05:09 | 20.      |

| Versenyző      | Versenyszám   | Selejtező | Selejtező | Döntő    | Döntő    |
| Versenyző      | Versenyszám   | Eredmény  | Helyezés  | Eredmény | Helyezés |
| -------------- | ------------- | --------- | --------- | -------- | -------- |
| Czingler Zsolt | Hármasugrás   | 16,04 m   | 34.       | kiesett  | kiesett  |
| Ordina Tibor   | Hármasugrás   | 16,38 m   | 25.       | kiesett  | kiesett  |
| Horváth Attila | Diszkoszvetés | 57,72 m   | 30.       | kiesett  | kiesett  |
| Fábián Zoltán  | Kalapácsvetés | 72,12 m   | 24.       | kiesett  | kiesett  |
| Kiss Balázs    | Kalapácsvetés | 80,46 m   | 1.        | 79,96 m  | 4.       |
| Németh Zsolt   | Kalapácsvetés | 71,80 m   | 26.       | kiesett  | kiesett  |

### Női
| Versenyző                                               | Versenyszám     | Előfutam | Előfutam | Előfutam | Elődöntő | Elődöntő | Elődöntő | Döntő    | Döntő    |
| Versenyző                                               | Versenyszám     | Idő      | Hely.    | Össz.    | Idő      | Hely.    | Össz.    | Idő      | Helyezés |
| ------------------------------------------------------- | --------------- | -------- | -------- | -------- | -------- | -------- | -------- | -------- | -------- |
| Földingné Nagy Judit                                    | Maraton         |          |          |          |          |          |          | 2:42:21  | 22.      |
| Szekeres Judit                                          | 400 m gát       | 55,99    | 5.       | 17.      | kiesett  | kiesett  | kiesett  | kiesett  | kiesett  |
| Bori Annamária Petráhn Barbara Kun Alice Szekeres Judit | 4 × 400 m       | 3:35,56  | 5.       | 9.       |          |          |          | kiesett  | kiesett  |
| Rosza Mária                                             | 10 km gyaloglás | 44:13,76 | 2.       | 2.       |          |          |          | 45:36,57 | 11.      |
| Szebenszky Anikó                                        | 10 km gyaloglás | 44:32,22 | 5.       | 13.      |          |          |          | 44:14,94 | 6.       |
| Ilyés Anikó                                             | 10 km gyaloglás | 45:18,02 | 13.      | 24.      |          |          |          | kiesett  | kiesett  |

| Versenyző      | Versenyszám   | Selejtező | Selejtező | Döntő    | Döntő    |
| Versenyző      | Versenyszám   | Eredmény  | Helyezés  | Eredmény | Helyezés |
| -------------- | ------------- | --------- | --------- | -------- | -------- |
| Vaszi Tünde    | Távolugrás    | 652 cm    | 15.       | kiesett  | kiesett  |
| Szabó Nikolett | Gerelyhajítás | 57,78 m   | 19.       | kiesett  | kiesett  |